# Пискунова, Светлана Ильинична
Светла́на Ильи́нична Пискуно́ва (до 1980 — Ерёмина; род. 27 июня 1946, Москва) — российский литературовед, доктор филологических наук (в 1998 году защитила диссертацию на соискание учёной степени доктора филологических наук на тему «„Дон Кихот“ Сервантеса и типология литературного процесса в Испании XVI—XVII вв.»), профессор, профессор кафедры истории зарубежной литературы МГУ, член ассоциации испанистов России, член Ассоциации сервантистов (Испания), член Международной ассоциации по изучению Золотого века, член Комиссии по комплексному изучению культур народов Пиренейского полуострова при Совете по истории мировой культуры РАН.

## Сфера интересов
В сфере её интересов находятся творчество Сервантеса, теория и история романа, испанская литература Золотого века, португальская литература XVIII—XX веков, русская литература Серебряного века (особо — творчество Андрея Белого), философско-эстетическое наследие М. М. Бахтина и задачи исторической поэтики.

## Научный вклад
Составитель, автор предисловия и комментариев к изданиям испанского плутовского романа, Мигеля Сервантеса, Луиса де Гонгоры, Педро Кальдерона де ла Барка, Федерико Гарсиа Лорки, Жозе Марии Эса ди Кейроша. Автор учебного пособия для вузов «Испанская и португальская литература XII—XIX вв.» (М., Высшая школа, 2009), глав в учебном пособии «Зарубежная литература XIX в.» (М., Академия, 2013), в энциклопедии для детей «Всемирная литература» (М., Аванта+, 2002).

## Публикации
- Лузитанская лира / Сост., предисл и комм. С. И. Пискуновой. — М.: Художественная литература, 1986.
- Пискунова С. И. От Пушкина до «Пушкинского дома». Очерки исторической поэтики русского романа. М.: Языки славянских культур, 2013.